# South Miami
South Miami ist eine Stadt im Miami-Dade County im US-Bundesstaat Florida. Das U.S. Census Bureau hat bei der Volkszählung 2020 eine Einwohnerzahl von 12.026 ermittelt.

## Geographie
South Miami befindet sich etwa fünf Kilometer südwestlich von Miami und grenzt an die Kommunen Coral Gables und Pinecrest.

## Demographische Daten
Laut der Volkszählung 2010 verteilten sich die damaligen 11.657 Einwohner auf 5174 Haushalte. Die Bevölkerungsdichte lag bei 1942,8 Einw./km². 75,1 % der Bevölkerung bezeichneten sich als Weiße, 17,0 % als Afroamerikaner, 0,3 % als Indianer und 3,9 % als Asian Americans. 1,7 % gaben die Angehörigkeit zu einer anderen Ethnie und 2,0 % zu mehreren Ethnien an. 43,1 % der Bevölkerung bestand aus Hispanics oder Latinos.
Im Jahr 2010 lebten in 28,6 % aller Haushalte Kinder unter 18 Jahren sowie 24,8 % aller Haushalte Personen mit mindestens 65 Jahren. 56,0 % der Haushalte waren Familienhaushalte (bestehend aus verheirateten Paaren mit oder ohne Nachkommen bzw. einem Elternteil mit Nachkomme). Die durchschnittliche Größe eines Haushalts lag bei 2,46 Personen und die durchschnittliche Familiengröße bei 3,16 Personen.
23,1 % der Bevölkerung waren jünger als 20 Jahre, 31,3 % waren 20 bis 39 Jahre alt, 27,7 % waren 40 bis 59 Jahre alt und 17,8 % waren mindestens 60 Jahre alt. Das mittlere Alter betrug 37 Jahre. 49,1 % der Bevölkerung waren männlich und 50,9 % weiblich.
Das durchschnittliche Jahreseinkommen lag bei 63.289 $, dabei lebten 14,7 % der Bevölkerung unter der Armutsgrenze.
Im Jahr 2000 war Englisch die Muttersprache von 59,69 % der Bevölkerung, spanisch sprachen 37,45 % und 2,86 % hatten eine andere Muttersprache.

## Sehenswürdigkeiten
Die Hervey Allen Study und das Arden „Doc“ Thomas House sind im National Register of Historic Places gelistet.

## Verkehr
Durch die Stadt verlaufen der U.S. Highway 1 sowie die Florida State Roads 5, 959, 976 und 986.
South Miami besitzt auch eine Station an der Vorortbahn Miami-Dade Metrorail in Richtung Innenstadt und Flughafen von Miami.
Der Flughafen Miami befindet sich neun Kilometer nördlich der Stadt.

## Kriminalität
Die Kriminalitätsrate lag im Jahr 2010 mit 560 Punkten (US-Durchschnitt: 266 Punkte) im hohen Bereich. Es gab drei Morde, zwei Vergewaltigungen, 33 Raubüberfälle, 50 Körperverletzungen, 126 Einbrüche, 668 Diebstähle, 26 Autodiebstähle und eine Brandstiftung.